# Partido Resistencia Civil Liberal
El Partido Resistencia Civil Liberal (PRCL) fue un partido político panameño liberal de centro, fundado en 1959 por Víctor Florencio Goytía, quien se separó del Partido Liberal Nacional.
El partido mantuvo como agenda política los principios de libertad, humanismo, liberalismo progresista y armonía social.
En las elecciones generales de 1960, el PRCL postuló a Goytía como candidato presidencial dentro de la Alianza Popular, que aglutinó al Partido Progresista Nacional, al DIPAL y al Partido Renovador. Goytía quedó en un tercer lugar con 55.455 votos, de los cuales el PRCL aportó 29.032 votos (12,02% del total) y tres diputados a la Asamblea Nacional.
En las elecciones generales de 1964, el PRCL se unió a la Alianza Nacional Opositora de Juan de Arco Galindo pero solo aportó 4.096 votos (1,29% del total) y no obtuvo escaños en el parlamento, por lo que fue abolido por el Tribunal Electoral ese mismo año.